# Eiko Matsuda
Eiko Matsuda (del japonés: 松田暎子 ‘Matsuda Eiko’) (Yokohama, Prefectura de Kanagawa, Japón. 18 de mayo de 1952 – Tokio, Ib, 9 de marzo de 2011). Fue una actriz y modelo japonesa activa en la década de los 70.

## Primeros años
Nacida en la ciudad de Yokohama, Prefectura de Kanagawa, Japón. Como adolescente se matriculó en la escuela de señoritas; Soshin Gakuin pero abandonó la misma en 1968 para estudiar actuación en el teatro; «Tenjō Sajiki» fundado por el escritor Shūji Terayama. Incursionando así bajo nombre artístico primario de Mako Ichikawa.

## Carrera
En 1970 es invitada por el director Yasuharu Hareba a participar en la película Stray Cat Rock Machine Animal, seguida del filme Jack no irezumi. Sin embargo, tiempo después enfocaría su carrera como modelo para una agencia ubicada en Los Ángeles, Estados Unidos, misma que se prolongó por varios años.

## El imperio de los sentidos
Hacia 1976 retomó su carrera como actriz en el rodaje de la controversial película: El imperio de los sentidos dirigida por Nagisa Ōshima, interpretando el papel de la cortesana Sada Abe, que le lanzó a la fama por filmar escenas de sexo explícito reales junto al actor Tatsuya Fuji. Convirtiéndola en una de las cintas más censuradas de la época a nivel mundial.
Entre 1977 y 1979 se mantuvo activa en producciones del género Pinky Violence de las cuales destacan títulos como Doberman Cop de Kinji Fukasaku. Su última participación como actriz se dio en la película francesa Cinq et la peau de 1982, retirándose posteriormente del mundo del espectáculo.

## Últimos años y muerte
Alejada de la vida pública y debido al hermetismo en su vida personal no volvió a saberse nada sobre ella por más de 20 años, hasta que fue fotografiada en China durante un festival de cine a la que fue invitada. No obstante, se desconoce la fecha exacta en que se tomó la foto.
La prensa japonesa dio a conocer que Matsuda falleció en Tokio el 9 de marzo de 2011 debido a un tumor cerebral.

## Filmografía
| Filmografía | Filmografía                     |
| Fecha       | Título                          |
| ----------- | ------------------------------- |
| 1970        | Nora-neko rokku: Mashin animaru |
| 1970        | Jack no irezumi                 |
| 1976        | El imperio de los sentidos      |
| 1977        | Ōoku ukiyo-buro                 |
| 1977        | Doberuman deka                  |
| 1977        | Seibo Kannon daibosatsu         |
| 1978        | Pinku saron: Kôshoku gonin onna |
| 1979        | Sochō no kubi                   |
| 1982        | Cinq et la peau                 |